# Bass Rock
Bass Rock o simplement The Bass és una illa pertanyent a Escòcia, localitzada en la part més externa del Firth of Forth, a l'est d'Escòcia.
L'illa és d'origen volcànic i s'eleva per sobre dels 100 m d'altura. A Bass Rock se la coneix de vegades com "l'Ailsa Craig de l'est".
Bass Rock allotja la colònia més gran del món de mascarells comuns (fins a 150.000 individus) i, de fet, dona el nom científic a l'espècie: Morus bassanus.
El 1902 s'hi va instal·lar un far de 20 metres d'altura, construït per David Stevenson. Actualment funciona de manera automatitzada des de 1988 i té una potència de 39.000 bugies. L'illa és travessada d'est a oest per un túnel de 4,5 m d'altura, accessible en la baixamar.
En aquesta roca portà vida eremítica i hi morí l'any 756 sant Baldred. En el segle xiv passà a ser propietat de la família Lauder, i el 1671 els la comprà el govern per erigir un castell on estigueren presoners molts partidaris del Covenant.
Durant la Revolució quatre joves jacobites s'apoderaren de la roca i, reforçats per alguns més, la mantingueren per al rei Jaume II des de juny de 1691 fins a l'abril de 1694, i es rendiren només en veure's amenaçats a morir de fam. Així l'illa fou l'últim punt de la Gran Bretanya que s'entregà a Guillem III. Desmantellada la fortalesa, el roc passà el 1701 a sir Hew Dalrymple i encara pertany a la família.